# Ricrange
Ne doit pas être confondu avec Racrange.
Ricrange est un village de la commune française d'Ottonville, dans le département de la Moselle et le  pays de la Nied. Ses habitants sont appelés les Ricrangeois.

## Géographie
Le village de Ricrange est situé entre les localités limitrophes d'Ottonville (au nord) et Denting (au sud).

## Toponymie
Anciennes mentions,, : Rickringen (1606), Ricringen (1635), Rickrange (1694), Richrange (1756), Ricrange près Ottonville (sans date), Rierange (1793), Richringen et Rickringen (1907).
En francique lorrain : Réikring. 
Au XIXe siècle, Ricrange était également connu sous l'alias de Reiqueringen.

## Histoire
Avant 1790, Ricrange faisait partie de la communauté et de la paroisse d'Ottonville dans le bailliage de Metz,.

## Démographie
| 1845 |
| ---- |
| 282  |